# Ecséd
Ecséd is een plaats (község) en gemeente in het Hongaarse comitaat Heves. Ecséd telt 3522 inwoners (2002).